# 1907-es norvég labdarúgókupa
A 1907-es norvég labdarúgókupa a Norvég labdarúgókupa 6. szezonja volt. A címvédő az Odd csapata volt. A versenyen helyi szövetségi liga (kretsserier) bajnokai vehettek részt, kivéve Kristiania og omegnben, ahol külön kupa-selejtező versenyt rendeztek. A szezonban négy csapat vett részt. A tornát a Mercantile csapata nyerte.

## Elődöntők
| 1. csapat            | Eredmény | 2. csapat  |
| -------------------- | -------- | ---------- |
| 1907. szeptember 21. |          |            |
| Odd                  | 0–1      | Mercantile |
| Eidsvold IF          | —        | Sarpsborg  |

- A Sarpsborg továbbjutott a döntőbe

## Döntő
| 1907. szeptember 22. |

| Mercantile                                            | 3–0 | Sarpsborg |
| ----------------------------------------------------- | --- | --------- |
| Minotti Bøhn 14' Andreas Gjølme 65' Hans Endrerud 88' |     |           |

| Nedre Frednes, Porsgrunn Nézőszám: 4 000 Játékvezető: August Heiberg Kahrs (Lyn) |

| A Mercantile játékoskerete: |  |                      |
|                             |  |                      |
| K                           |  | Sverre Lie           |
| H                           |  | Macken Wiederøe Aas  |
| H                           |  | Einar Friis Baastad  |
| Kp                          |  | Wilhelm Brekke       |
| Kp                          |  | Sverre Erichsen      |
| Kp                          |  | Harald Johansen      |
| Cs                          |  | Oscar Gundersen      |
| Cs                          |  | Hans Endrerud        |
| Cs                          |  | Carl Frølich Hanssen |
| Cs                          |  | Minotti Bøhn         |
| Cs                          |  | Andreas Gjølme       |

| A Sarpsborg kerete: |  |                         |
|                     |  |                         |
| K                   |  | Ole Andersen            |
| H                   |  | Christian Berg          |
| H                   |  | Oscar Olsen             |
| Kp                  |  | Karl Johansen           |
| Kp                  |  | Herbert Scott           |
| Kp                  |  | Einar Anvik             |
| Cs                  |  | Hugh William Kennworthy |
| Cs                  |  | Matheus Halvorsen       |
| Cs                  |  | Trygve Jølstad          |
| Cs                  |  | Hans Slang              |
| Cs                  |  | Erling Due              |